# Gran Sinagoga de Estocolmo
La Gran Sinagoga de Estocolmo (en sueco: Stockholms stora synagoga) se encuentra en la pequeña calle Wahrendorffsgatan cerca del parque Kungsträdgården en Norrmalm, Estocolmo, y fue construida entre 1862 y 1870 según los diseños realizados en 1862 por el arquitecto Fredrik Wilhelm Scholander. El edificio ha sido descrito como una "paráfrasis sobre motivos orientales" (Nordisk familjebok 26, col. 1470), y fue incluida en el registro sueco de edificios históricos nacionales.